# Саммерс, Анджела
Анджела Саммерс (англ. Angela Summers, род. 6 ноября 1964, Дель-Мар, Калифорния) — американская порноактриса и танцовщица стриптиза, член Зала славы AVN и Зала славы Legends of Erotica.

## Биография
Саммерс начала свою карьеру в порноиндустрии в возрасте 26 лет. Она была активна с 1990 по 2000 год и за это время снялась в более чем ста фильмах. Также выступала как стриптизёрша. 12 января 2008 года была включена в Зал славы AVN. В 1993 году она появилась августовском номере журнала Hustler.
Эпидемия СПИДа в порноиндустрии 1990-х годов заставила её в 1994 году частично отказаться от своей деятельности. С тех пор она снималась только в лесбийских сценах, так как считает, что это безопаснее. Окончательно прекратила съёмки в порно в 1999 году, снявшись в 125 фильмах.

## Фильмография
- Wild Goose Chase (1991)
- Talk Dirty to Me: Part 8 (1991)
- A Handful of Summers (1991)
- The Adventures of Seymore Butts (1992)
- Angela Summers: All of Me (1998)

## Награды
- 1992 XRCO Award — старлетка года
- 2003 — включена в Зал славы Legends of Erotica
- 2008 — включена в Зал славы AVN